# Alexander Van der Bellen
Alexander Van der Bellen (født 18. januar 1944) er en østrigsk nationaløkonom og politiker, der ved valget den 4. december 2016 blev valgt til Østrigs forbundspræsident. Han repræsenterer partiet Die Grünen.
I perioden fra 1976 til hen i 1990'erne underviste han som professor i nationaløkonomi på universiteterne i Innsbruck og Wien, nu professor emeritus. Han har været medlem af Nationalrådet 1994-2012 og fra 1997 til 2008 talsmand for Die Grünen samt formand for parlamentsgruppen i sit parti. Ved præsidentvalget i 2016 stillede han formelt op som uafhængig kandidat og opnåede næstflest stemmer ud af seks kandidater i første valgrunde, inden han i den afgørende valgrunde besejrede Norbert Hofer, kandidaten fra Frihedspartiet.